# Neusiedl am See (gemeente)
Neusiedl am See (Hongaars: Nezsider) is een gemeente in de Oostenrijkse deelstaat Burgenland, gelegen in het district Neusiedl am See (ND). De gemeente heeft ongeveer 7300 inwoners.

## Geografie
Neusiedl am See heeft een oppervlakte van 57,2 km². Het ligt in het uiterste oosten van het land. Het stadje is een drukbezochte mondaine plaats. Neusiedl am See is omringd met maïsvelden, zonnebloemen, tabaksplanten en veel fruitbomen, vooral abrikozen, noten, kersen, pruimen en moerbeien. Die laatste zijn een overblijfsel van de zijderupsenteelt die hier in de 19e eeuw werd beoefend.
Andau · Apetlon · Bruckneudorf · Deutsch Jahrndorf · Edelstal · Frauenkirchen · Gattendorf · Gols · Halbturn · Illmitz · Jois · Kittsee · Mönchhof · Neudorf bei Parndorf · Neusiedl am See · Nickelsdorf · Pama · Pamhagen · Parndorf · Podersdorf am See · Potzneusiedl · Sankt Andrä am Zicksee · Tadten · Wallern im Burgenland · Weiden am See · Winden am See · Zurndorf
- Gemeinsame Normdatei: 4101143-0
- Library of Congress Control Number: n84194973
- MusicBrainz: 88f3b0be-9f2c-441e-b9cf-68f06067f278
- Nationale Bibliotheek van Tsjechië: ge259805
- Nationale Bibliotheek van Israël: 987007557783605171
- Virtual International Authority File: 245013033